# Đại học Lisboa
Trường Đại học Lisbon (UL) (tiếng Bồ Đào Nha: Universidade de Lisboa, phát âm [univɨɾsidad (ɨ) dɨ liʒboɐ]; tiếng Latin: Universitas Olisiponensis) là một trường đại học công lập ở Lisboa, Bồ Đào Nha. Trường có 8 khoa. Trường được thành lập vào năm 1911 sau sự sụp đổ của chế độ quân chủ Bồ Đào Nha, nhưng lịch sử của trường đại học ở Lisbon có từ thế kỷ 13.
Trường đại học đầu tiên Bồ Đào Nha được thành lập năm 1290 bởi vua Dinis tại Lisbon, và được gọi là Studium Generale (Estudo Geral). Trong 247 năm tiếp theo, trường đại học đầu tiên này đã được chuyển nhiều lần giữa Lisbon và Coimbra. Trong năm 1537, trong thời gian trị vì của João III, trường đại học này đã chuyển hẳn đến Coimbra. Toàn bộ cơ sở giáo dục của trường đại học này, bao gồm đội ngũ giảng viên và tất cả các sách từ thư viện của nó, đã được chuyển đến Coimbra.

## Xếp hạng
Theo Xếp hạng các đại học thế giới của Times Higher Education (THE) 2014-15, Đại học Lisboa được coi là đại học lớn nhất ở Bồ Đào Nha và xếp hạng 351-400 (toàn thể) Trong khi ở Bảng xếp hạng đại học thế giới Quacquarelli Symonds 2014-15, nó xếp hạng 501-550 (toàn thể).